# Турунчук
Турунчу́к (Турунчик, рум. Turunciuc, укр. Турунчук) — левый рукав Днестра. Протекает в Молдавии (Приднестровье) и Украине. Ширина 30 м при обычной глубине до 6 м, а во впадинах — до 9 м.

## География

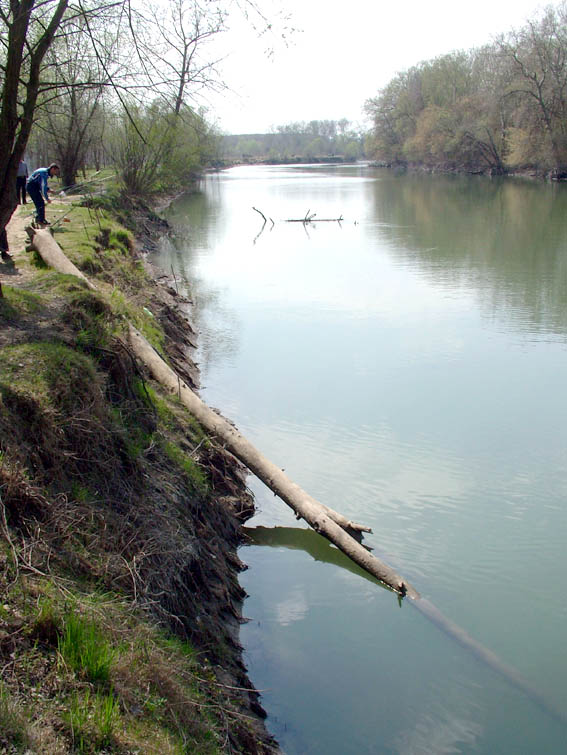
Крутой берег Турунчука

Рукав Турунчук образовался в 1780—1785 годах. Ответвляется влево от судоходного русла Днестра вблизи приднестровского села Чобручи на 146-м километре от устья. Каменная гряда образует при входе в рукав порог, шум воды которого слышен за 300—500 м. Далее протекает вблизи сёл Глиное, Красное, Коротное, Незавертайловка, Троицкое, Яськи и снова впадает в Днестр на 20-м километре от устья вблизи города Беляевка (Одесская область).
Благодаря песчаной гриве, которая была намыта водой, Турунчук отделился от озера Белого и впадает непосредственно в Днестр. Турунчук забирает около 60 % воды Днестра.
Большая часть берегов обрывистая и глинистая, они покрыты вербовым лесом, зарослями лозняка и бурьянистым разнотравьем. На берегах Днестра, Турунчука и на расположенном между ними острове Турунчук находится целая система озёр (самые большие из них: Кучурганский лиман, озёра Белое, Путрино и Тудорово). Озёра бассейна Днестра вместе с остатками древней старицы занимают площадь 39,4 км², при общем объёме 35,2 млн м³. Данный участок представляет интерес с точки зрения сохранения водно-болотных угодий и поддержания биоразнообразия.
Значительная часть украинского Турунчука входит в Нижнеднестровский национальный природный парк.

## Туризм
Турунчук — популярное место отдыха жителей Одесской области и Молдавии (Приднестровья). В тёплое время года на его берегах часто можно встретить палатки туристов. Также Турунчук является популярным местом рыбалки, здесь часто проводятся соревнования рыбаков.